# Nicolae Zigre
Nicolae Zigre (n. 1882, Oradea – d. 1962) a fost reprezentantul Circumscripției Cefa, județul Bihor la Marea Adunare Națională.

## Biografie
A fost avocat. În anii 1919-1920 a fost prefectul județului Bihor și al municipiului Oradea. A fost Subsecretar de Stat la Ministerul de Interne în anul 1922 și deputat în legislația 1927-1928. În 1939 a fost Ministrul Cultelor și Artelor. În anii 1939-1940 a fost deputat.
Nicolae Zigre a fost arestat fără proces în timpul regimului comunist în perioada 1950 -1955.